# Kenjiro Hata
Kenjiro Hata (畑 健二郎, Hata Kenjirō, nascido em 19 de outubro de 1975 na Prefeitura de Fukuoka, Japão) é um autor de mangá japonês. Ele é notável pela criação das séries Hayate the Combat Butler e Tonikaku Kawaii. Ele era assistente de Kōji Kumeta. Vivian Wijaya e Junpei Gotou eram seus assistentes.

## Trabalhos
- Hayate the Combat Butler (2004)
- God's Rocket Punch! (2002)
- Thunder Goddess Sofia
- Heroes of the Sea Lifesavers
- Lucky Star: Comic à la Carte (2007)
- Sore ga Seiyū! (2011; um dōjindhi Masumi Asano, lançado sob o nome Hajimemashite)
- Tonikaku Kawaii (2018)